# Muniaczkowice
Muniaczkowice – wieś w Polsce położona w województwie małopolskim, w powiecie proszowickim, w gminie Koniusza.
W latach 1975–1998 miejscowość administracyjnie należała do województwa krakowskiego.

Integralne części miejscowości: Kępa Dolna, Kresy Muniaczkowskie, Polusy.